# Diemerswil
Diemerswil (toponimo tedesco) è una frazione di 199 abitanti del comune svizzero di Münchenbuchsee, nel Canton Berna (regione di Berna-Altipiano svizzero, circondario di Berna-Altipiano svizzero).

## Società

### Evoluzione demografica
L'evoluzione demografica è riportata nella seguente tabella:
Abitanti censiti

## Geografia antropica

### Frazioni
- Dörfli
- Kohlholz
- Mettlen
- Moos
- Riedmatt
- Wydacker

## Amministrazione
Ogni famiglia originaria del luogo fa parte del cosiddetto comune patriziale e ha la responsabilità della manutenzione di ogni bene ricadente all'interno dei confini del comune.